# Fièvre (film, 1921)
Pour les articles homonymes, voir La Fièvre.
Pour plus de détails, voir Fiche technique et Distribution.
Fièvre est un film muet français, réalisé par Louis Delluc, sorti en 1921 sous le titre La Boue et qui fut censuré à l'origine.

## Synopsis
Dans le port de Marseille, pendant une escale, un groupe de marins entre dans un bar ; ils sont bientôt rejoints par des filles avec lesquelles ils font la fête. L'un des marins, Militis, reconnait Sarah (la femme du patron du bar) qu'il a jadis aimée. Tous deux discutent en évoquant leurs amours passées puis ils se mêlent aux autres danseurs sous l'œil soupçonneux du patron. Militis est marié à une jeune Asiatique, laquelle est importunée par un des clients du bar et, lorsqu'il veut la défendre, cela provoque une bagarre générale entre les marins et les clients. Militis est tué par le patron au cours de la rixe. Tout le monde quitte alors le bar sauf Sarah, qui reste éplorée près du corps de Militis. Les policiers l'emmènent, la croyant coupable.

## Fiche technique
- Titre : Fièvre
- Titre original (avant censure) : La Boue
- Réalisation : Louis Delluc
- Scénario : Louis Delluc
- Photographie : Alphonse Gibory et Georges Lucas
- Décors : Francis Jourdain
- Sociétés de production : Gaumont[1] - Alhambra Film - Jupiter Films
- Pays de production : France
- Format : noir et blanc - film muet - 35 mm
- Genre : Comédie dramatique
- Durée : 45 minutes
- Date de sortie : 
  - France : 24 septembre 1921 (en France)

 Sauf indication contraire, les informations mentionnées dans cette section peuvent être confirmées par les bases de données cinématographiques IMDb et BIFI,  présentes dans la section « Liens externes ».

## Distribution
- Ève Francis : Sarah, la patronne du bar
- Edmond van Daële : Militis, le marin
- Gaston Modot : Topinelli, le patron du bar
- Yvonne Aurel : la femme à la pipe
- Andrew Brunelle : le petit fonctionnaire
- Solange Sicard : Patience
- Léon Moussinac : César
- Noémie Scize : la Rafigue
- Lili Samuel : la Naine
- Marcelle Delville : Pompon
- George Footit : l'homme au chapeau gris
- Léonid Walter de Malte : l'ivrogne
- Elena Sagrary : l'Orientale, la femme de Militis
- Jacqueline Chaumont : Flora
- Jeanne Cadix : Flora
- Juliette Siska : Prunelle
- Gastao Roxo : Colibri
- Bayle : Piquignon
- Vintiane : Javotte
- Bole : Tonneau
- W. de Bouchgard : Alvar

## Informations diverses relatives au film
Le film doit sortir sous le titre La Boue, mais il est interdit par la censure.
La Boue subit des coupes avant de sortir à nouveau sous le titre Fièvre.

« La Censure ajourne son visa pour La Boue.
Un bar à matelots est choquant, paraît-il.
Et il y a huit ans que je vois les dancings-saloons (on peut prononcer b...) du Far-West, où la prostitution, l'assassinat, le chantage sont les moindres sports. Étrange!!
Amicalement »

— Louis Delluc, Comoedia, 7 avril 1921
En 1923, le film est diffusé en Belgique sous le titre modifié L'Amour qui tue, ce sans l'autorisation de l'auteur.
L'actrice Ève Francis est l'épouse du réalisateur Louis Delluc depuis 1918.
L'affiche du film a été dessinée par Bernard Bécan.